# Agrypon daisetsuzanum
Agrypon daisetsuzanum är en stekelart som beskrevs av Tohru Uchida 1928. Agrypon daisetsuzanum ingår i släktet Agrypon och familjen brokparasitsteklar. Inga underarter finns listade i Catalogue of Life.